# 国民擲弾兵

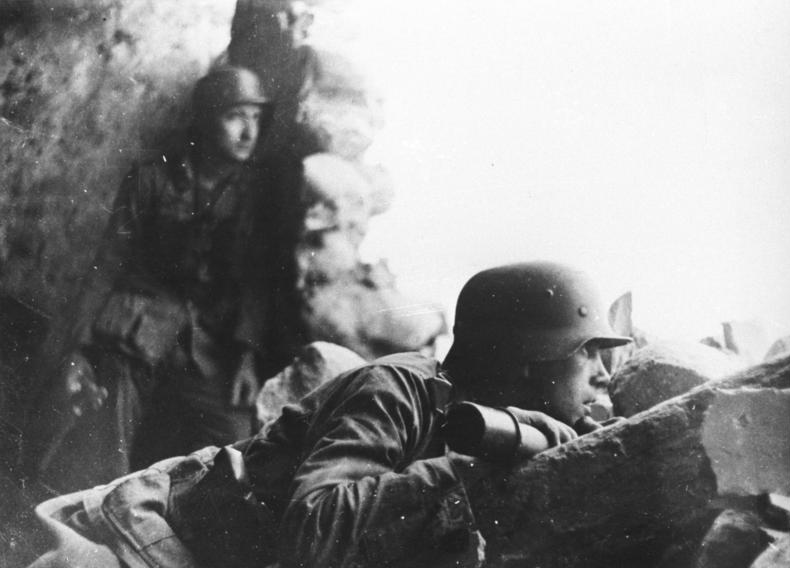
イタリア戦線での国民擲弾兵
（1944年10月の撮影）

国民擲弾兵（こくみんてきだんへい、独：Volksgrenadier）は、第二次世界大戦末期にドイツ国防軍が設けた歩兵師団の種別の１つである。
良く似た名称で同時期に存在した部隊の国民突撃隊（Volkssturm）とは別のものである。

## 概要
1944年秋、赤軍のバグラチオン作戦による中央軍集団の損失とノルマンディ上陸作戦による第5装甲軍の損失を埋めるために考え出された編成である。終戦までに78個師団が編成された。
個々の師団の成り立ちは様々であり、戦闘で壊滅もしくは損害を受けた歩兵師団を母体としての実質的な再編成といえるものもあり、また完全に新しい師団として編成されたものもある。各部隊は少年兵や老人、健康上の理由から兵士として不適合と判断された者、傷病兵、もとは空軍や海軍所属の兵等その質は決して十分なものではなかった。
一般国民に精鋭部隊の代名詞である擲弾兵の呼称を冠した「国民擲弾兵」という名前は士気高揚を狙い、国粋主義（Volk、国民）とドイツの伝統的兵科（Grenadier、擲弾兵）を結合させたものである。

## 編制と戦歴
度重なる激戦によりドイツの人的資源は枯渇しつつあり、全戦線が崩壊の危機にある中で、早急な戦力の立て直しが求められた。このため、編制単位あたりの兵力・戦闘力に劣っても、師団として編成が完了している部隊が求められるようになった。ドイツ軍は攻勢より防衛を重視するようになっていたこともあり、経験豊富な将兵により構成された、練度が高く重装備の充実した少数の精鋭部隊よりも、装備・経験に劣っていても、少なくとも編制上は一個の部隊として完結・充足している多数の部隊が必要とされた。
そこで、通常の歩兵師団では3個歩兵連隊/9個歩兵大隊（1個連隊あたり3個大隊）で構成されるものを、国民擲弾兵師団では3個歩兵連隊/6個歩兵大隊（1個連隊あたり2個大隊）で編成を行った。この他に1個歩兵大隊が師団司令部直属の機動予備となっていたが、自動車化は不可能とされ自転車で済まされていた。
装備は、重火器の供給不足と陣地内での戦闘能力重視とが相まって、突撃銃、短機関銃といった自動火器を重視し、近接火器による短射程火力の増加を図った。支援兵器に関しても迫撃砲程度のものが主体とされ、装甲兵器や重砲といった重装備を保有することは度外視されていた。
国民擲弾兵師団はバルジの戦い、ジークフリート線や東部戦線における防衛戦闘などヨーロッパ戦線の最終局面に投入された。多くの師団が基本的な戦闘訓練も不十分なまま実戦に参加したが、かつての正規の歩兵師団が編制の母体となった師団など、戦闘経験に長けた指揮官層に恵まれた一部の部隊は、その編成上の弱点をよく克服して戦略的に不利な状況で粘り強く任務を果たした。
師団記章（インシグニア）

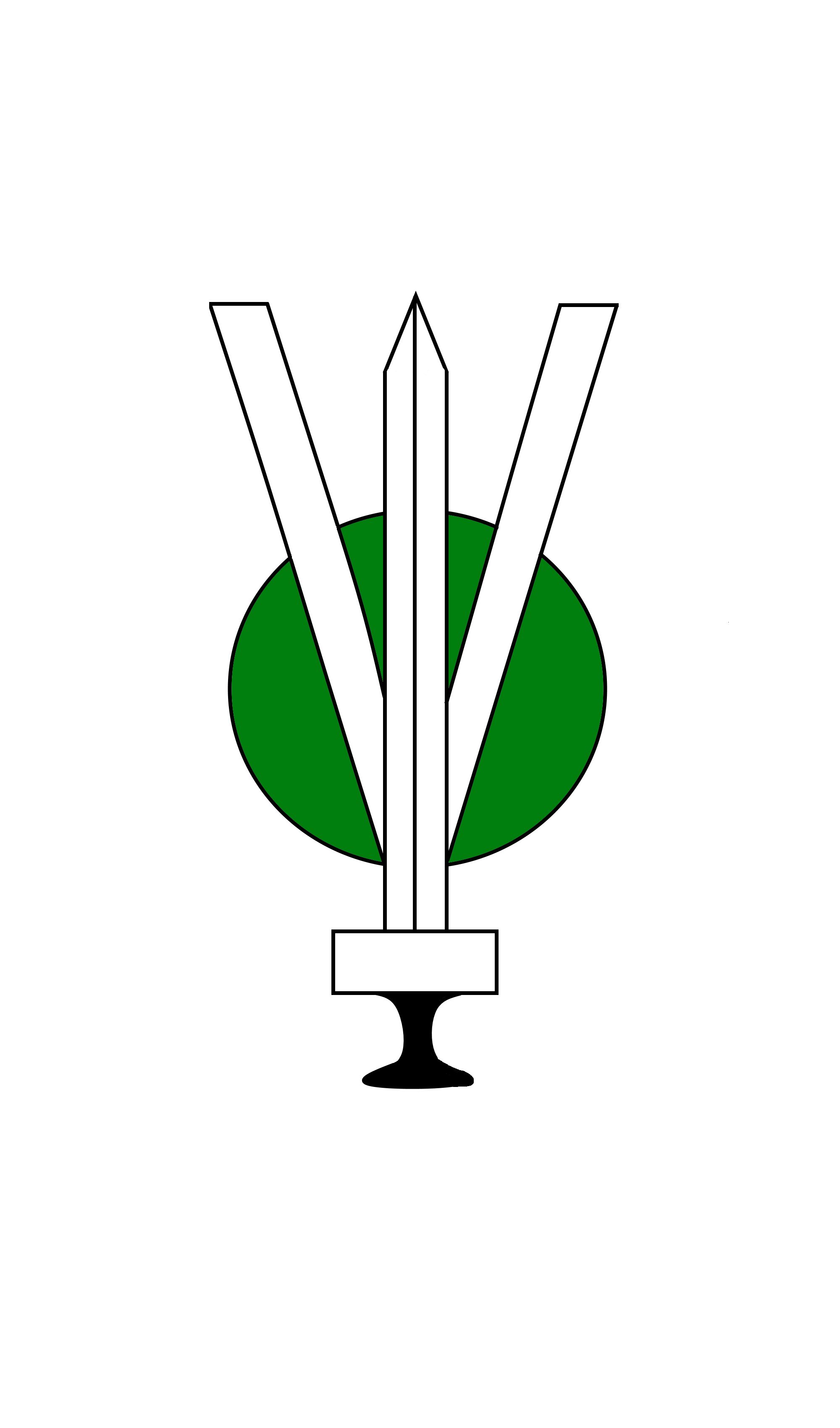
第47国民擲弾兵師団
第183国民擲弾兵師団
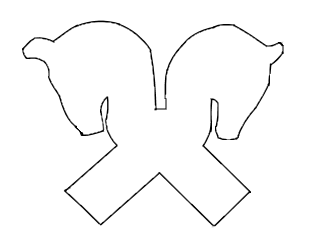
第272国民擲弾兵師団
第276国民擲弾兵師団